# فهرست شهرهای ایالات متحده بر پایه جمعیت زاده‌شده در خارج از کشور
فهرست شهرهای ایالات متحده برپایه جمعیت متولد شده در خارج از کشور شامل فهرستی از شهرهای ایالات متحده با جمعیت بیش از دویست هزار نفر است که بر اساس جمعیت متولد شده در خارج از این کشور مرتب شده‌اند.
| شهر                        | جمعیت کل  | جمعیت متولد شده در خارج | درصد جمعیت متولد شده در خارج از کشور به کل جمعیت | رتبه برپایه درصد جمعیت متولد شده در خارج |
| -------------------------- | --------- | ----------------------- | ------------------------------------------------ | ---------------------------------------- |
| هیالیا، فلوریدا            | ۲۱۸٬۹۰۱   | ۱۶۲٬۹۵۱                 | ۷۴٫۴                                             | ۱                                        |
| میامی، فلوریدا             | ۴۳۳٬۱۴۳   | ۲۴۴٬۳۵۲                 | ۵۶٫۴                                             | ۲                                        |
| سانتا آنا                  | ۳۴۰٬۳۷۸   | ۱۶۶٬۹۶۰                 | ۴۹٫۱                                             | ۳                                        |
| فرمونت                     | ۲۰۵٬۵۲۱   | ۸۸٬۲۱۱                  | ۴۲٫۹                                             | ۴                                        |
| لس آنجلس                   | ۳٬۸۳۱٬۸۸۰ | ۱٬۵۲۱٬۱۱۹               | ۳۹٫۷                                             | ۵                                        |
| سان خوزه                   | ۹۶۴٬۶۷۹   | ۳۶۷٬۷۱۱                 | ۳۸٫۱                                             | ۶                                        |
| آناهایم، کالیفرنیا         | ۳۳۷٬۸۹۹   | ۱۲۷٬۱۱۱                 | ۳۷٫۶                                             | ۷                                        |
| ایالت نیویورک              | ۸٬۳۹۱٬۸۸۱ | ۲٬۹۹۶٬۵۸۰               | ۳۵٫۷                                             | ۸                                        |
| ارواین (ابهام‌زدایی)        | ۲۰۹٬۷۰۷   | ۷۴٬۲۲۵                  | ۳۵٫۴                                             | ۹                                        |
| جرزی سیتی                  | ۲۴۲٬۵۱۳   | ۸۴٬۵۸۳                  | ۳۴٫۹                                             | ۱۰                                       |
| ایروینگ                    | ۲۰۵٬۵۴۹   | ۷۰٬۲۶۳                  | ۳۴٫۲                                             | ۱۱                                       |
| سان فرانسیسکو              | ۸۱۵٬۳۵۸   | ۲۷۸٬۳۶۹                 | ۳۴٫۱                                             | ۱۲                                       |
| چولا ویستا، کالیفرنیا      | ۲۲۳٬۷۴۶   | ۷۱٬۷۹۷                  | ۳۲٫۱                                             | ۱۳                                       |
| یانکرز                     | ۲۰۱٬۰۷۳   | ۶۲٬۸۱۸                  | ۳۱٫۲                                             | ۱۴                                       |
| اوکلند                     | ۴۰۹٬۱۵۱   | ۱۱۶٬۷۹۴                 | ۲۸٫۵                                             | ۱۵                                       |
| هیوستون                    | ۲٬۲۶۰٬۹۱۸ | ۶۴۴٬۱۶۷                 | ۲۸٫۵                                             | ۱۶                                       |
| لاردو                      | ۲۲۶٬۴۱۹   | ۶۲٬۶۵۳                  | ۲۷٫۷                                             | ۱۷                                       |
| استاکتون (ابهام‌زدایی)      | ۲۸۷٬۵۸۴   | ۷۹٬۵۱۱                  | ۲۷٫۶                                             | ۱۸                                       |
| گارلند                     | ۲۲۲٬۰۱۳   | ۶۰٬۱۸۷                  | ۲۷٫۱                                             | ۱۹                                       |
| لانگ بیچ                   | ۴۶۲٬۵۹۴   | ۱۲۴٬۳۴۰                 | ۲۶٫۹                                             | ۲۰                                       |
| نیوآرک                     | ۲۷۸٬۱۵۷   | ۷۴٬۷۶۲                  | ۲۶٫۹                                             | ۲۱                                       |
| هونولولو                   | ۳۷۴٬۶۵۸   | ۹۶٬۷۵۲                  | ۲۵٫۸                                             | ۲۲                                       |
| پردیس                      | ۲۰۲٬۹۸۷   | ۵۱٬۰۹۰                  | ۲۵٫۲                                             | ۲۳                                       |
| بوستون                     | ۶۴۵٬۱۸۷   | ۱۶۱٬۷۴۰                 | ۲۵٫۱                                             | ۲۴                                       |
| سن دیگو                    | ۱٬۳۰۶٬۲۲۸ | ۳۲۵٬۸۱۹                 | ۲۴٫۹                                             | ۲۵                                       |
| لاس وگاس شمالی، نوادا      | ۲۲۴٬۴۱۶   | ۵۵٬۸۰۵                  | ۲۴٫۹                                             | ۲۶                                       |
| دالاس                      | ۱٬۲۹۹٬۵۹۰ | ۳۲۲٬۰۷۲                 | ۲۴٫۸                                             | ۲۷                                       |
| ال پاسو                    | ۶۲۰٬۴۴۰   | ۱۵۱٬۲۹۵                 | ۲۴٫۴                                             | ۲۸                                       |
| ریورساید (ابهام‌زدایی)      | ۲۹۷٬۸۶۳   | ۶۹٬۷۹۲                  | ۲۳٫۴                                             | ۲۹                                       |
| پلانو                      | ۲۷۳٬۳۸۱   | ۶۲٬۲۱۷                  | ۲۲٫۸                                             | ۳۰                                       |
| شفق قطبی                   | ۳۲۳٬۲۸۸   | ۷۰٬۷۴۷                  | ۲۱٫۹                                             | ۳۱                                       |
| ساکرامنتو، کالیفرنیا       | ۴۶۶٬۶۸۵   | ۱۰۲٬۰۷۶                 | ۲۱٫۹                                             | ۳۲                                       |
| آرلینگتون                  | ۲۱۷٬۴۸۳   | ۴۷٬۳۷۹                  | ۲۱٫۸                                             | ۳۳                                       |
| فینیکس (ابهام‌زدایی)        | ۱٬۵۹۳٬۶۶۰ | ۳۴۶٬۴۳۰                 | ۲۱٫۷                                             | ۳۴                                       |
| لاس وگاس                   | ۵۶۷٬۶۱۰   | ۱۱۹٬۴۳۷                 | ۲۱                                               | ۳۵                                       |
| شیکاگو                     | ۲٬۸۵۰٬۵۰۲ | ۵۸۸٬۴۸۰                 | ۲۰٫۶                                             | ۳۶                                       |
| فرزنو                      | ۴۷۹٬۹۱۱   | ۹۷٬۳۱۶                  | ۲۰٫۳                                             | ۳۷                                       |
| آستین، تگزاس               | ۷۹۰٬۵۹۳   | ۱۵۹٬۳۵۳                 | ۲۰٫۲                                             | ۳۸                                       |
| آرلینگتون                  | ۳۸۰٬۰۷۲   | ۷۶٬۴۴۰                  | ۲۰٫۱                                             | ۳۹                                       |
| فورت وورث، تگزاس           | ۷۳۱٬۵۸۸   | ۱۳۱٬۱۹۷                 | ۱۷٫۹                                             | ۴۰                                       |
| رینو، نوادا                | ۲۱۹٬۶۴۹   | ۳۷٬۹۶۴                  | ۱۷٫۳                                             | ۴۱                                       |
| سیاتل                      | ۶۱۶٬۶۶۹   | ۱۰۵٬۱۵۴                 | ۱۷٫۱                                             | ۴۲                                       |
| توسان                      | ۵۴۳٬۹۰۷   | ۹۰٬۷۹۴                  | ۱۶٫۷                                             | ۴۳                                       |
| اورلندو، فلوریدا           | ۲۳۵٬۸۷۶   | ۳۹٬۲۱۰                  | ۱۶٫۶                                             | ۴۴                                       |
| بیکرزفیلد، کالیفرنیا       | ۳۲۴٬۴۷۹   | ۵۳٬۴۸۰                  | ۱۶٫۵                                             | ۴۵                                       |
| دنور، کلرادو               | ۶۱۰٬۳۴۵   | ۹۵٬۵۸۵                  | ۱۵٫۷                                             | ۴۶                                       |
| مینیاپولیس                 | ۳۸۵٬۳۸۴   | ۵۹٬۰۹۳                  | ۱۵٫۳                                             | ۴۷                                       |
| پولس                       | ۲۸۱٬۲۴۴   | ۴۲٬۶۶۹                  | ۱۵٫۲                                             | ۴۸                                       |
| مودستو، کالیفرنیا          | ۲۰۲٬۷۴۰   | ۳۰٬۴۶۴                  | ۱۵                                               | ۴۹                                       |
| تمپا، فلوریدا              | ۳۴۳٬۸۷۹   | ۵۰٬۳۷۷                  | ۱۴٫۶                                             | ۵۰                                       |
| گلندیل (ابهام‌زدایی)        | ۲۵۳٬۲۱۰   | ۳۶٬۱۹۷                  | ۱۴٫۳                                             | ۵۱                                       |
| شارلوت، کارولینای شمالی    | ۷۰۴٬۴۱۷   | ۹۶٬۷۳۴                  | ۱۳٫۷                                             | ۵۲                                       |
| سان آنتونیو                | ۱٬۳۷۳٬۶۷۷ | ۱۸۰٬۸۹۵                 | ۱۳٫۲                                             | ۵۳                                       |
| دورهام                     | ۲۲۹٬۱۴۷   | ۳۰٬۱۷۴                  | ۱۳٫۲                                             | ۵۴                                       |
| رالی، کارولینای شمالی      | ۴۰۵٬۱۹۷   | ۵۳٬۱۵۴                  | ۱۳٫۱                                             | ۵۵                                       |
| اسکاتس دیل                 | ۲۳۷٬۸۳۴   | ۳۰٬۰۷۴                  | ۱۲٫۶                                             | ۵۶                                       |
| چندلر                      | ۲۴۹٬۵۱۵   | ۳۱٬۵۵۱                  | ۱۲٫۶                                             | ۵۷                                       |
| پورتلند                    | ۵۶۶٬۶۰۶   | ۷۱٬۳۸۰                  | ۱۲٫۶                                             | ۵۸                                       |
| تخت‌تپه                     | ۴۶۷٬۱۷۸   | ۵۶٬۸۹۵                  | ۱۲٫۲                                             | ۵۹                                       |
| واشینگتن                   | ۵۹۹٬۶۵۷   | ۷۲٬۱۱۰                  | ۱۲                                               | ۶۰                                       |
| هندرسون                    | ۲۵۶٬۴۲۴   | ۳۰٬۴۶۲                  | ۱۱٫۹                                             | ۶۱                                       |
| نشویل                      | ۶۰۵٬۴۶۶   | ۷۰٬۴۰۴                  | ۱۱٫۶                                             | ۶۲                                       |
| فیلادلفیا، پنسیلوانیا      | ۱٬۵۴۷٬۲۹۷ | ۱۷۹٬۴۴۴                 | ۱۱٫۶                                             | ۶۳                                       |
| وینستون-سیلم               | ۲۲۹٬۸۲۶   | ۲۶٬۰۶۴                  | ۱۱٫۳                                             | ۶۴                                       |
| اکلاهما سیتی               | ۵۶۰٬۲۲۶   | ۶۳٬۱۹۹                  | ۱۱٫۳                                             | ۶۵                                       |
| البوکرکی                   | ۵۲۹٬۲۱۶   | ۵۷٬۲۹۸                  | ۱۰٫۸                                             | ۶۶                                       |
| کلمبوس (ابهام‌زدایی)        | ۷۷۳٬۰۲۱   | ۸۳٬۰۹۱                  | ۱۰٫۷                                             | ۶۷                                       |
| دموین، آیووا               | ۲۰۰٬۵۶۹   | ۲۱٬۰۵۰                  | ۱۰٫۵                                             | ۶۸                                       |
| گرینزبورو، کارولینای شمالی | ۲۵۵٬۱۴۱   | ۲۶٬۴۱۰                  | ۱۰٫۴                                             | ۶۹                                       |
| سن پترزبورگ                | ۲۴۴٬۳۱۸   | ۲۵٬۰۹۴                  | ۱۰٫۳                                             | ۷۰                                       |
| میلواکی، ویسکانسین         | ۶۰۵٬۰۲۷   | ۵۹٬۷۸۵                  | ۹٫۹                                              | ۷۱                                       |
| انکوریج                    | ۲۸۶٬۱۷۴   | ۲۷٬۱۰۷                  | ۹٫۵                                              | ۷۲                                       |
| اوماها، نبراسکا            | ۴۵۴٬۷۱۴   | ۴۳٬۰۲۹                  | ۹٫۵                                              | ۷۳                                       |
| تالسا، اکلاهما             | ۳۸۹٬۳۶۹   | ۳۶٬۵۱۴                  | ۹٫۴                                              | ۷۴                                       |
| گیلبرت، آریزونا            | ۲۲۲٬۰۹۲   | ۲۰٬۶۰۶                  | ۹٫۳                                              | ۷۵                                       |
| جکسون‌ویل                   | ۸۱۳٬۵۱۸   | ۷۳٬۹۹۲                  | ۹٫۱                                              | ۷۶                                       |
| ویچیتا                     | ۳۷۲٬۱۹۴   | ۳۳٬۶۰۸                  | ۹                                                | ۷۷                                       |
| بویزی سیتی، اکلاهما        | ۲۰۵٬۶۹۸   | ۱۸٬۲۲۱                  | ۸٫۹                                              | ۷۸                                       |
| مدیسون (ابهام‌زدایی)        | ۲۳۵٬۴۱۰   | ۲۰٬۷۳۶                  | ۸٫۸                                              | ۷۹                                       |
| ویرجینیا بیچ، ویرجینیا     | ۴۳۳٬۵۷۵   | ۳۶٬۷۲۷                  | ۸٫۵                                              | ۸۰                                       |
| کورپوس کریستی              | ۲۸۷٬۲۳۱   | ۲۳٬۳۱۵                  | ۸٫۱                                              | ۸۱                                       |
| لکسینگتون، کنتاکی          | ۲۹۶٬۵۴۵   | ۲۳٬۹۶۷                  | ۸٫۱                                              | ۸۲                                       |
| ایندیاناپولیس              | ۸۰۷٬۶۴۰   | ۶۳٬۲۴۱                  | ۷٫۸                                              | ۸۳                                       |
| کلرادو اسپرینگز            | ۳۹۹٬۸۰۳   | ۳۱٬۲۶۶                  | ۷٫۸                                              | ۸۴                                       |
| فورت‌وین، ایندیانا          | ۲۵۱٬۸۲۵   | ۱۹٬۰۵۵                  | ۷٫۶                                              | ۸۵                                       |
| آتلانتا                    | ۵۴۰٬۹۳۲   | ۳۹٬۷۳۳                  | ۷٫۳                                              | ۸۶                                       |
| بوفالو (ابهام‌زدایی)        | ۲۷۰٬۲۲۱   | ۱۹٬۶۱۸                  | ۷٫۳                                              | ۸۷                                       |
| کانزاس‌سیتی بزرگ            | ۴۸۲٬۲۲۸   | ۳۴٬۰۸۵                  | ۷٫۱                                              | ۸۸                                       |
| لینکلن                     | ۲۵۴٬۰۰۸   | ۱۷٬۱۲۸                  | ۶٫۷                                              | ۸۹                                       |
| دیترویت                    | ۹۱۰٬۸۴۸   | ۶۰٬۱۷۰                  | ۶٫۶                                              | ۹۰                                       |
| روچستر (ابهام‌زدایی)        | ۲۰۷٬۲۹۱   | ۱۳٬۴۵۴                  | ۶٫۵                                              | ۹۱                                       |
| بالتیمور                   | ۶۳۷٬۴۱۸   | ۴۱٬۳۴۳                  | ۶٫۵                                              | ۹۲                                       |
| پیتسبرگ، پنسیلوانیا        | ۳۱۱٬۶۴۰   | ۱۹٬۹۹۳                  | ۶٫۴                                              | ۹۳                                       |
| نورفک                      | ۲۳۳٬۳۳۳   | ۱۴٬۵۶۲                  | ۶٫۲                                              | ۹۴                                       |
| ریچموند (ابهام‌زدایی)       | ۲۰۴٬۴۵۱   | ۱۲٬۳۰۱                  | ۶                                                | ۹۵                                       |
| سنت لوئیس                  | ۳۵۶٬۵۸۷   | ۲۱٬۱۷۷                  | ۵٫۹                                              | ۹۶                                       |
| اسپوکن                     | ۲۰۳٬۲۶۸   | ۱۱٬۵۶۲                  | ۵٫۷                                              | ۹۷                                       |
| لوییویل، کنتاکی            | ۵۶۶٬۴۹۲   | ۳۱٬۳۱۵                  | ۵٫۵                                              | ۹۸                                       |
| ممفیس، تنسی                | ۶۷۶٬۶۴۶   | ۳۶٬۵۱۹                  | ۵٫۴                                              | ۹۹                                       |
| نیواورلئان، لوئیزیانا      | ۳۵۴٬۸۵۰   | ۱۸٬۹۶۸                  | ۵٫۳                                              | ۱۰۰                                      |
| لاباک، تگزاس               | ۲۲۵٬۸۶۵   | ۱۰٬۷۰۹                  | ۴٫۷                                              | ۱۰۱                                      |
| اکران، اوهایو              | ۲۰۷٬۲۰۸   | ۹٬۵۲۶                   | ۴٫۶                                              | ۱۰۲                                      |
| باتون‌روژ، لوئیزیانا        | ۲۲۵٬۳۸۸   | ۱۰٬۲۳۵                  | ۴٫۵                                              | ۱۰۳                                      |
| کلیولند                    | ۴۳۱٬۳۶۹   | ۱۹٬۴۹۵                  | ۴٫۵                                              | ۱۰۴                                      |
| چساپیک                     | ۲۲۲٬۴۵۵   | ۹٬۸۳۸                   | ۴٫۴                                              | ۱۰۵                                      |
| بیرمنگام                   | ۲۳۱٬۸۲۴   | ۸٬۸۸۳                   | ۳٫۸                                              | ۱۰۶                                      |
| سینسینتی، اوهایو           | ۳۳۳٬۰۱۳   | ۱۱٬۴۷۱                  | ۳٫۴                                              | ۱۰۷                                      |
| تولدو (ابهام‌زدایی)         | ۳۱۶٬۱۶۴   | ۸٬۷۹۳                   | ۲٫۸                                              | ۱۰۸                                      |
| مونتگمری                   | ۲۰۱٬۴۶۵   | ۵٬۴۵۴                   | ۲٫۷                                              | ۱۰۹                                      |